# Бекетов, Николай Андреевич
 Николай Андреевич Бекетов  (1790—1829) — русский историк, экономист, профессор Московского университета. Брат Ф. А. Бекетова.

## Биография
Родился 22 мая (2 июня) 1790 года в Орловской губернии; происходил из обер-офицерских детей. Среднее образование получил в московской университетской гимназии. В 1805 году был зачислен студентом на нравственно-политический факультет Московского университета, который окончил в 1808 году со степенью кандидата. В 1810 году получил степень магистра. В 1811 году защитил диссертацию на степень доктора словесности «О положении европейского равновесия» («De statuum Europae equilibrio, e memoria rerum potissimum demonstrando»), выбрав тему по международному праву.
С 1808 года преподавал в университетской гимназии и в университете (до 1813) — латинский синтаксис, риторику, греческий и французский языки. С 1814 года до середины 1816 управлял канцелярией попечителя Московского учебного округа.
В августе 1815 года стал экстраординарным профессором истории, географии и статистики. В июле 1826 года получил должность ординарного профессора по кафедре политической экономии и статистики на нравственно-политическом факультете, сменив профессора Х. А. Шлёцера.
В 1818 году ревизовал училища Калужской и Смоленской губерний и в 1819 году, за успешную службу, был произведён в надворные советники. В 1825 году произведён в коллежские советники.
Кроме университета, Н. А. Бекетов преподавал в университетском благородном пансионе, в архитекторском училище Экспедиции кремлёвского строения.
Он состоял членом Общества истории и древностей российских, медико-физического общества и Общества любителей российской словесности.
Умер 8 (20) августа 1829 года. Был похоронен на Дорогомиловском кладбище.
Сочиения, написанные им: «Dissertatio de migratione gentium» (1811); «Слово о содействии России благу Европы» (1817); «О древнейших торговых связях российских славян с другими народами и пути через Россию в Грецию» (2 ч., «Труды Общества Истории и Древностей Российских», 1824), переводы Рихтера, «История медицины в России» (2-я и 3-я ч.); Вольтера, «История царствования Петра Великого», 2 т.; Клопштока, «Мессиада» (4 ч.) и некоторые другие труды, оставшиеся в рукописях.

## Семья
Жена (с 8 октября 1822 года) — Анна Ивановна Березина, происходила из купеческого рода. У них было четверо детей:
- Андрей (1823—1895)
- Алексей (1824—?)
- Анна (1826—?)
- Иван (1828—11.11.1868), окончил Императорский Казанский университет, служил в Казанском губернском акцизном управлении.